# 하스미촌
하스미촌(羽須美村)은 시마네현 오치군의 옛 촌이다. 2004년 10월 1일 하스미촌 및 이와미정, 미즈호정 등 3개 정·촌이 합병하여 오난정이 신설되고 폐지되었다.